# Милнор (Северна Дакота)
Милнор (енгл. Milnor) град је у америчкој савезној држави Северна Дакота.

## Демографија
По попису из 2010. године број становника је 653, што је 58 (-8,2%) становника мање него 2000. године.
| Група             | 2000.       | 2010.       |
| Белци             | 691 (97,2%) | 644 (98,6%) |
| Афроамериканци    | 0 (0,0%)    | 0 (0,0%)    |
| Азијати           | 0 (0,0%)    | 0 (0,0%)    |
| Хиспаноамериканци | 9 (1,3%)    | 1 (0,2%)    |
| Укупно            | 711         | 653         |